# Tomasz Szymkowiak
Tomasz Szymkowiak (ur. 5 lipca 1983 we Wrześni) – polski lekkoatleta, specjalizujący się w biegu na 3000 metrów z przeszkodami.

## Osiągnięcia
Dziesięciokrotny mistrz Polski. Startował w igrzyskach olimpijskich w Pekinie (2008), zajmując 24. miejsce z czasem 8:29,37 s. (odpadł w eliminacjach). Rok później także na eliminacjach zakończył swój udział w mistrzostwach świata. W 2010 odniósł zwycięstwo w superlidze drużynowych mistrzostw Europy w Bergen oraz zajął 4. miejsce w mistrzostwach Europy. Zawodnik LUKS Orkan Września (2008–2013) oraz MKL Toruń (od 2014).

## Mistrzostwa Polski
- bieg na 3000 m z przeszkodami – 2006, 2007, 2008, 2009 oraz 2010
- bieg na 10 000 m – 2010, 2011[2] i 2013
- bieg przełajowy – 2011 (4 km)[3] i 2012 (12 km)

## Rekordy życiowe
- bieg na 1500 metrów – 3:40,79 s. (2006)
- bieg na 3000 metrów – 8:01,39 s. (2009)
- bieg na 5000 metrów – 13:59,88 s. (2005)
- bieg na 10 000 metrów – 28:41,90 s. (2010)
- bieg na 3000 metrów z przeszkodami – 8:18,23 s. (16 lipca 2010, Paryż Saint-Denis) – 10. wynik w historii polskiej lekkoatletyki[4]